# Acacia viridiflora
Acacia viridiflora é uma espécie de leguminosa do gênero Acacia, pertencente à família Fabaceae.